# Alfonso del Real
Alfonso Suárez del Real (Océano Atlántico, 27 de diciembre de 1916 - Palma de Mallorca, 16 de enero de 2002) fue un actor español.

## Biografía
Nació en aguas del Atlántico, en el buque Alfonso XIII, cuando sus padres viajaban a La Habana. Permanece en esa ciudad hasta la edad de trece años, cuando regresa a España con su familia y se instala en Burgos, pasando algunos veranos en el Valle de Valdivielso. Comienza a trabajar en el teatro como meritorio a principios de los años 30 en la compañía de Antonio Vico y Carmen Carbonell, y más adelante en la de Loreto Prado y Enrique Chicote. Sin embargo, no debuta en el escenario hasta 1934 con la compañía de Casimiro Ortas.
Tras la contienda civil, en la que se ignora dónde trabajó o si sirvió en el bando nacional, comenzó como tenor cómico de zarzuela, formando parte a comienzos de los cuarenta de la compañía de Salvador Videgain. A finales de esa década se inicia en un género teatral entonces en boga en España, la revista, y participa entre otras obras, en La de los ojos en blanco o Que me la traigan. En los siguientes años, continúa abundado en el género, que compagina con comedias (My Fair Lady, Préstame un billoncito, Comedia sin título, de Federico García Lorca) o incluso zarzuela como tenor cómico (La Gran Vía).
En los años cincuenta intentó montar su propia compañía, pero el proyecto fracasa y Alfonso del Real queda prácticamente en la ruina. Se retira entonces del mundo del espectáculo y se convierte en administrador de los negocios de su amigo, el también actor Manolo Morán.
De vuelta a la escena, debuta en el cine en 1962 y pronto se convierte en uno de los rostros más destacados en el género de la comedia. Su peculiar físico, su menuda estatura, su tono de voz y sus ademanes lo convierten en el actor adecuado para interpretar numerosísimas comedias a lo largo de cuatro décadas. Durante ese tiempo interviene en más de cien títulos bajo las órdenes de cineastas como Fernando Fernán Gómez, Pedro Lazaga, José Luis Sáenz de Heredia, Vicente Escrivá, José María Forqué y en 23 ocasiones, con Mariano Ozores.
Durante esa época continúa su carrera teatral, interviniendo en los montajes de El señor Adrián el primo (1966), de Carlos Arniches, Los malhechores del bien (1966), de Jacinto Benavente; Así es (si así os parece) (1967), de Luigi Pirandello; Los bajos fondos (1968), de Máximo Gorki; Tres sombreros de copa (1969), de Miguel Mihura; Spain's Strip-tease (1970), de Antonio Gala y más adelante Un paleto con talento (1975), El retablillo de Don Cristóbal (1986), de Federico García Lorca, La enamorada del rey (1986) y Martes de carnaval (1995), las dos últimas de Valle-Inclán.
Rostro asiduo también en televisión, ha intervenido en decenas de títulos representados en espacios como Estudio 1, además de protagonizar, junto a Antonio Casal, la serie Plinio (1971), presentar durante un tiempo el programa Gente joven (1977) e intervenir en el espacio de humor Sumarísimo (1978-1979), de Valerio Lazarov, así como Farmacia de guardia (serie de TV) (capítulo en el que Sandra, de La Gata Con Botas, quiere casarse con él).
Durante los años noventa, siendo Álvarez del Manzano alcalde de Madrid, es reclamado para encarnar al castizo típico, representando papeles que dicho regidor vio en su juventud, como el de Don Hilarión, siendo pregonero de las fiestas madrileñas.
Falleció el 16 de enero de 2002 en Palma de Mallorca, a las nueve de la mañana, a causa de una insuficiencia respiratoria por su avanzada edad; tenía 85 años.

## Filmografía
- Muertos de risa (1999)
- Sevilla Connection (1992)
- Fuera de juego (1991)
- Jet Marbella Set (1991)
- Pareja enloquecida busca madre de alquiler (1990)
- Los alegres pícaros (1988)
- Ladrón de chatarra (1987)
- ¡¡Esto sí se hace!! (1987)
- Esto es un atraco (1987)
- Los presuntos, (1986)
- Manuel y Clemente (1986)
- Mambrú se fue a la guerra (1986)
- Capullito de alhelí (1986)
- El recomendado (1985)
- ¡Qué tía la C.I.A.! (1985)
- La casada divertida, (1985)
- El donante (1985)
- Cuando Almanzor perdió el tambor (1984)
- Memorias del General Escobar (1984)
- El cura ya tiene hijo (1984)
- Una espía enamorada (1984)
- Agítese antes de usarla (1983)
- Y del seguro... líbranos, Señor! (1983)
- Las autonosuyas (1983)
- Le llamaban J.R. (1982)
- Cristóbal Colón, de oficio... descubridor (1982)
- Adulterio nacional(1982)
- Todos al suelo (1982)
- La vendedora de ropa interior (1982)
- Los pajaritos (1982)
- La vida, el amor y la muerte (1982)
- La camionera está como un tren (1982)
- Padre no hay más que dos (1982)
- ¡Que vienen los socialistas! (1982)
- Los líos de Estefanía (1982)
- Profesor eróticus (1981)
- 127 millones libres de impuestos (1981)
- Los chulos (1981)
- El lobo negro (1981)
- Carlota (1981)
- Duelo a muerte (1981)
- ¿Por qué no hacemos el amor?, (1981)
- Los Liantes (1981)
- La casada divertida (1981)
- Carlota: amor es... veneno, (1981)
- Nostalgia de comedia muda (Cortometraje, 1980)
- Hijos de papá (1980)
- Unos granujas decentes (1980)
- Las verdes vacaciones de una familia bien (1980)
- ...Y al tercer año, resucitó (1980)
- La vida, el amor y la muerte (1980)
- ¡Qué verde era mi duque! (1980)
- La boda del señor cura (1979)
- Réquiem por un empleado (1978)
- Tiempos de Constitución (1978)
- Pepito Piscinas (1978)
- Secretos de alcoba (1977)
- La violación (1977)
- El apolítico (1977)
- Eva, limpia como los chorros del oro (1977)
- Virilidad a la española (1977)
- La mujer es un buen negocio (1977)
- Ésta que lo es... (1977)
- Alcalde por elección (1976)
- Morir... dormir... tal vez soñar (1976)
- Cuando los maridos se iban a la guerra (1976)
- La lozana andaluza (1976)
- Haz la loca... no la guerra (1976)
- Casa Manchada (1975)
- Pim, pam, pum... ¡fuego! (1975)
- No quiero perder la honra (1975)
- Zorrita Martínez (1975)
- El reprimido (1974)
- El calzonazos (1974)
- Dormir y ligar: todo es empezar (1974)
- Un curita cañón (1974)
- El padrino y sus ahijadas (1974)
- Esta que lo es...  (1974)
- Jenaro, el de los 14 (1973)
- La llamaban La Madrina (1973)
- La curiosa (1973)
- Una monja y un Don Juan (1973)
- Guapo heredero busca esposa (1972)
- La cera virgen (1972)
- París bien vale una moza (1972)
- Los novios de mi mujer (1972)
- Una chica casi decente (1971)
- La casa de los Martínez (1971)
- El sobre verde (1971)
- Una señora llamada Andrés (1970)
- El hombre que se quiso matar (1970)
- Don erre que erre (1970)
- Amor a todo gas (1969)
- Sangre en el ruedo (1969)
- Casi jugando (1969)
- Cristina Guzmán (1968)
- El hueso (1968)
- Novios 68 (1967)
- Los chicos del Preu (1967)
- Crónica de 9 meses (1967)
- Las cicatrices (1967)
- Sor Citroen (1967)
- Oscuros sueños de agosto (1967)
- Aventura en el laboratorio (1967)
- La niña del patio (1967)
- La mujer perdida (1966)
- Operación Plus Ultra (1966)
- Hoy como ayer (1966)
- Nuevo en esta plaza (1966)
- ¡Es mi hombre! (1966)
- Jugando a morir (1966)
- Uncas, el fin de una raza (1965)
- Ninette y un señor de Murcia (1965)
- Los habladores (1965)
- Suena el clarín (1965)
- Los oficios de Cándido (1965)
- El espontáneo (1964)
- Chica para todo (1963)
- Eva 63 (1963)

## Trayectoria en TV
| - Médico de familia - Expediente Juani (3 de noviembre de 1998) - Turno de oficio: 10 años después - Mayores de edad (17 de enero de 1997) - La revista - Las de Villadiego (21 de septiembre de 1995) - Pret a porter - Son como niños (14 de enero de 1995) - Compuesta y sin novio - ¿...Y ahora qué? (10 de octubre de 1994 - Truhanes - El golpe de los Reyes Magos (24 de diciembre de 1993) - Farmacia de guardia - Vivan las novias (11 de febrero de 1993) - Fin de año con Lina (Película de televisión, 1992) - Taller mecánico - Inauguración 18 de septiembre de 1991) - Viva el espectáculo - Temporada 2, episodio 14 (17 de mayo de 1991) - La huella del crimen - El caso de Carmen Broto (13 de marzo de 1991) - Sara y Punto - Episodio 4 (14 de octubre de 1990) - Primera función - Cuando las nubes cambian de luz (16 de febrero de 1989) - Un, dos, tres... responda otra vez - La brujería (13 de abril de 1987) - El erotismo y el 12 de octubre (6 de noviembre de 1992) - El mar y el tiempo (1987-1988) - Clase media - El diagnóstico (26 de enero de 1987) - Prácticamente mayor (2 de febrero de 1987) - La casa de la cachapera (9 de febrero de 1987) - El milagro de fray Bernardino (16 de febrero de 1987) - La cencerrada (23 de febrero de 1987) - El crimen horrendo (2 de marzo de 1987) - Los que no tenemos diez mil reales (9 de marzo de 1987) - La clausura (16 de marzo de 1987) - Tarde de teatro - Un marido de ida y vuelta (14 de diciembre de 1986) - Un paraguas bajo la lluvia (28 de diciembre de 1986) - La Comedia Musical Española - Cinco minutos nada menos (12 de noviembre de 1985) - La Cenicienta del Palace (3 de diciembre de 1985) - La hechicera en palacio (17 de diciembre de 1985) - El sobre verde (24 de diciembre de 1985) - Cinco minutos nada menos (Película de televisión, 1984) - La Comedia - Un sombrero de paja de Italia (8 de noviembre de 1983) - La importancia de llamarse Ernesto (13 de marzo de 1984) - Un encargo original - La triple extravagancia de la Sta. Jardine (3 de septiembre de 1983) - Teatro Breve - El tío de Alcalá (29 de noviembre de 1979) - La familia de la Sole (21 de febrero de 1980) - Ciencias exactas (25 de abril de 1980) - Maruja (16 de mayo de 1980) - Antología de la Zarzuela - La corte de Faraón (9 de febrero de 1979) - Los Mitos - Dulcinea (11 de enero de 1979) - Sumarísimo - Episodio del 11 de diciembre de 1978 - Episodio del 18 de diciembre de 1978 - Episodio del 25 de diciembre de 1978 - Aquí Radio Sardina (Película de televisión, 1978) - Gente joven (1977) - Teatro Estudio - El glorioso soltero (20 de mayo de 1977) - La marquesa Rosalinda (26 de marzo de 1981) - Eva a las diez - La investigadora privada (16 de mayo de 1977) - Palabras cruzadas - Doble crimen en la calle Morgue (22 de abril de 1977) - Una ración de bullabesa (8 de julio de 1977) - Cuentos y Leyendas - Ópera en Marineda (14 de enero de 1975) - Los maniáticos - Propiedad horizontal (20 de agosto de 1974) - Un día negro (3 de septiembre de 1974) - Juan y Manuela (1974) - Los Camioneros - Somos jóvenes y podemos esperar (17 de diciembre de 1973) - Si yo fuera rico - Si yo fuera campeón (5 de diciembre de 1973) - Si yo fuera propietario (19 de diciembre de 1973) - Si yo fuera guapo (2 de enero de 1974) - Si yo fuera relaciones públicas (30 de enero de 1974) - Si yo fuera inteligente (13 de febrero de 1974) - Animales racionales - Pequeños granujas (5 de septiembre de 1973) - Historias de Juan Español - Juan Español, hincha de primera (20 de septiembre de 1972) - Juan Español y los machistas (29 de octubre de 1973) - Divertido siglo (1972) - Plinio - Los carros vacíos I (13 de marzo de 1972) - Los carros vacíos II (20 de marzo de 1972) - El hombre lobo (27 de marzo de 1972) - El carnaval I (3 de abril de 1972) - El carnaval II (3 de abril de 1972) - Las hermanas coloradas I (10 de abril de 1972) - Las hermanas coloradas II (10 de abril de 1972) - Las hermanas coloradas III (10 de abril de 1972) - El charco de sangre I (17 de abril de 1972) - El charco de sangre II (17 de abril de 1972) - Fusiles en Tampico (24 de abril de 1972) - Tras la huella de un desconocido (1 de mayo de 1972) - El huésped de la habitación nº 5 (8 de mayo de 1972) - Sospecha - Un detalle muy particular (10 de agosto de 1971) - Remite: Maribel - El oxígeno (23 de septiembre de 1970) - Al filo de lo imposible - El secuestro (27 de junio de 1970) - El rescate (4 de julio de 1970) | - Hora once - El crimen de Lord Saville (13 de febrero de 1970) - La mano cortada (13 de mayo de 1971) - Aventuras del inspector Bressig (19 de agosto de 1972) - El alquimista (31 de diciembre de 1973) - Viaje alrededor de una pareja - Episodio 1 (16 de enero de 1970) - Una de ladrones (14 de abril de 1970) - Gigantes y cabezudos (Película de televisión, 1969) - Pequeño estudio - Un día en la gloria (3 de enero de 1969) - La cuidadosa (13 de agosto de 1972) - El premio - Un premio en el café (16 de diciembre de 1968) - Fábulas - La zorra y las uvas (18 de febrero de 1968) - Historias naturales - La última payasada (20 de diciembre de 1967) - Doce cuentos y una pesadilla - Pasen, señores, pasen (22 de julio de 1967) - Teatro de siempre - Las bodas de Fígaro (26 de mayo de 1967) - El inspector (13 de octubre de 1967) - La salvaje (5 de enero de 1970) - El avaro (16 de febrero de 1970) - Cada cual según lo suyo (3 de agosto de 1970) - Los cómplices (10 de agosto de 1970) - La Noche Santa no la debemos dormir (24 de diciembre de 1970) - Las alegres comadres de Windsor (19 de marzo de 1971) - Mademoiselle de Lowenzorn (28 de abril de 1971) - Pamela Nubil (1971) - Un sombrero de paja de Italia (1 de mayo de 1972) - Escuela de matrimonios - Inocentadas (5 de mayo de 1967) - La Pequeña Comedia - Sala de espera (2 de abril de 1966) - Estudio 1 - El caso de la señora estupenda (26 de enero de 1966) - A media luz los tres (16 de marzo de 1966) - El último mono (6 de julio de 1966) - Las siete vidas del gato (25 de enero de 1967) - El niño de los Parker (20 de febrero de 1968) - La desconcertante señora Savage (19 de marzo de 1968) - Miedo al hombre (2 de julio de 1968) - La importancia de llamarse Ernesto (17 de diciembre de 1968) - Alberto (24 de diciembre de 1968) - Peribáñez y el comendador de Ocaña (abril de 1970) - El glorioso soltero (21 de mayo de 1970) - El último tranvía (2 de julio de 1970) - Hamlet, príncipe de Dinamarca (23 de octubre de 1970) - El sueño de una noche de verano (16 de abril de 1971) - Con la vida del otro (4 de junio de 1971) - Puebla de las mujeres (12 de noviembre de 1971) - La casa de Quirós (21 de enero de 1972) - La risa (24 de marzo de 1972) - El Padre Pitillo (9 de mayo de 1972) - El rayo (4 de agosto de 1972) - Mi mujer, el diablo y yo (6 de julio de 1973) - El complejo de Filemón (31 de agosto de 1973) - El bebé (30 de noviembre de 1973) - Es mi hombre (29 de agosto de 1977) - La tetera (1979) - Mañana puede ser verdad - Episodio 13 (1965) - Tú tranquilo - Yo quiero ser actriz (28 de agosto de 1965) - Teatro para todos - La muerte le sienta bien a Villalobos (8 de agosto de 1965) - Teatro de humor - Entre bobos anda el juego (7 de febrero de 1965) - Estudio 3 - Las mojigangas del señor director (10 de enero de 1965) - El profesor Blumen (7 de marzo de 1965) - Tras la puerta cerrada - La mujer fantasma (8 de enero de 1965) - La estilográfica (2 de abril de 1965) - El engranaje (14 de mayo de 1965) - Teatro de familia - La paga de Navidad (17 de diciembre de 1964) - El secreto de los astros (11 de febrero de 1965) - Sábado 64 - Dentro de mí: Cole Porter (21 de noviembre de 1964) - Si Fausto fuera Faustina (6 de marzo de 1965) - Tragedias de la vida vulgar - Rosario, la Españolita (3 de noviembre de 1964) - La voz de la sangre (10 de noviembre de 1964) - Historia del tranvía (17 de noviembre de 1964) - Episodio del 24 de noviembre de 1964 - Episodio del 1 de diciembre de 1964 - Episodio del 15 de diciembre de 1964 - Episodio del 22 de diciembre de 1964 - Episodio del 28 de diciembre de 1964 - Episodio del 4 de enero de 1965 - La lámpara maravillosa (19 de enero de 1965) - Gran teatro - El impresor (1964) - Novela - El caso del visitante (16 de junio de 1963) - Jane Eyre (26 de abril de 1965) - Pefectamente lógico (20 de septiembre de 1965) - El malvado Carabel (31 de enero de 1966) - El hombre que corrompió la ciudad (7 de marzo de 1966) - El último pobre (18 de abril de 1966) - Patio de luces (13 de febrero de 1967) - El dueño del átomo (12 de junio de 1967) - Juegos de invierno (6 de noviembre de 1967) - El ladrón enamorado (18 de diciembre de 1967) - El Señor de Montamal (4 de junio de 1973) - La familia de Alvareda (1 de diciembre de 1975) - La muerte le sienta bien a Villalobos (3 de octubre de 1977) - Primera fila - Que viene mi marido (17 de mayo de 1963) - Plaza de Oriente (18 de noviembre de 1964) - Ninotchka (25 de mayo de 1965) - Crimen y castigo (9 de junio de 1965) - Volpane (21 de julio de 1965) - El triunfo de la medicina (18 de agosto de 1965) |